# Guy L. Shaw

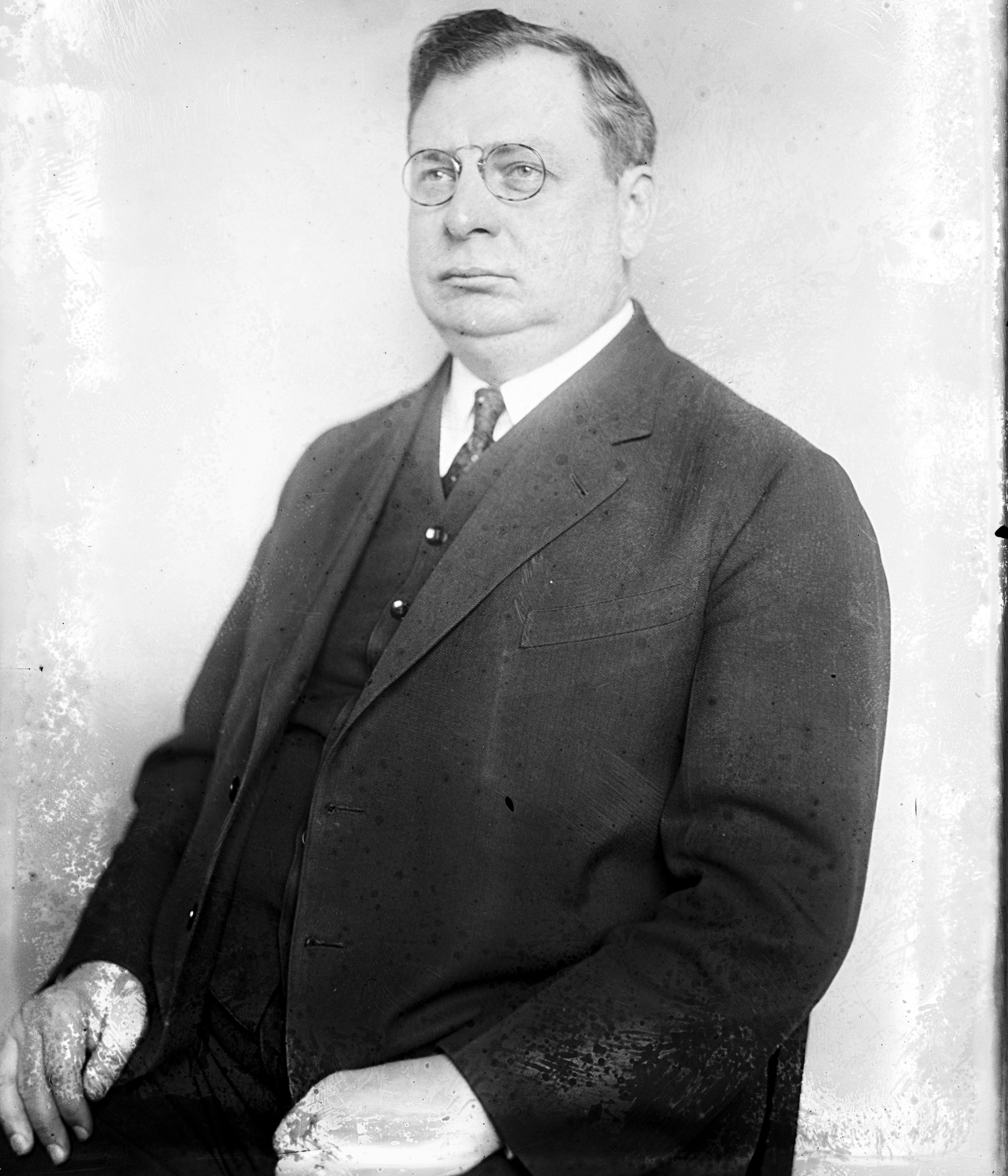
Guy L. Shaw

Guy Loren Shaw (* 16. Mai 1881 bei Summer Hill, Pike County, Illinois; † 19. Mai 1950 in Normal, Illinois) war ein US-amerikanischer Politiker. Zwischen 1921 und 1923 vertrat er den Bundesstaat Illinois im US-Repräsentantenhaus.

## Leben
Guy Shaw besuchte die öffentlichen Schulen seiner Heimat und das College of Agriculture an der University of Illinois in Urbana. Danach arbeitete er in der Landwirtschaft. Er befasste sich auch mit der Trockenlegung von Überflutungsflächen entlang des Illinois River. Politisch wurde er Mitglied der Republikanischen Partei. Im Jahr 1920 war er Mitglied einer Versammlung zur Überarbeitung der Verfassung von Illinois.
Bei den Kongresswahlen des Jahres 1920 wurde Shaw im 20. Wahlbezirk von Illinois in das US-Repräsentantenhaus in Washington, D.C. gewählt, wo er am 4. März 1921 die Nachfolge von Henry T. Rainey antrat. Da er im Jahr 1922 gegen Rainey verlor, konnte er bis zum 3. März 1923 nur eine Legislaturperiode im Kongress absolvieren.
Nach dem Ende seiner Zeit im US-Repräsentantenhaus betätigte sich Guy Shaw in Beardstown und Urbana in der Immobilienbranche. Später zog er nach Normal, wo er unter anderem eine Farm bewirtschaftete. Dort ist er am 19. Mai 1950 auch verstorben.